# Осада Византия (340 год до н. э.)
Осада Византия (340—339 годы до н. э.) — эпизод военной кампании македонского царя Филиппа II 340—339 годов до н. э.
Осада Византия, которая началась в конце лета — начале осени 340 года до н. э., была частью кампании Филиппа II по завоеванию Фракии и получению контроля над торговыми путями из Причерноморья в Грецию. Перед тем как направиться к Византию Филипп II несколько месяцев безуспешно осаждал расположенный неподалёку Перинф. Решение разделить своё войско на две части и направиться к Византию предполагает несколько противоречивых гипотез. По одной из них, Филипп II хотел использовать фактор неожиданности, по другой — ставил своей целью добиться не захвата хорошо укреплённого города, а нарушения торговли из Причерноморья в Афины и другие полисы Древней Греции.
Византийцы оказали отчаянное сопротивление. После подхода сил союзников захват Византия стал невыполнимой задачей и весной 339 года до н. э. Филипп II снял осаду.

## Предыстория
Византий был основан мегарянами в середине VII века до н. э. в месте соединения Пропонтиды, Босфора и Золотого Рога. Внешняя политика Византия первой половины IV века до н. э. и расположенного неподалёку Перинфа во многом определялась их географическим положением. Близость к проливам делала эти города важными торговыми центрами, через которые шёл подвоз продовольствия в Афины и другие города Древней Греции. На севере и западе располагалось Одрисское царство фракийцев, в море превалировал флот Афин. Византий входил во Второй Афинский морской союз, который гарантировал ему безопасность. Однако, после того как Одрисское царство разделилось на три части, после Союзнической войны 357—355 годов до н. э. Византий вышел из-под опеки Афин.
В 352/351 году до н. э. Византий и расположенный рядом Перинф заключили направленный против правителя восточной части Фракии Керсоблепта союз с македонским царём Филиппом II. Через 10 лет Филипп II захватил Фракию, после чего Перинф и Византий стали граничить уже с владениями македонского царя. На тот момент одним из главных врагов Филиппа II были Афины, которые сильно зависели от торговли зерном через проливы. Контроль над Босфором Филиппом II лишил бы Афины доступа к черноморским рынкам, что имело бы существенные негативные последствия для их экономики. В этих условиях осенью 341 года до н. э. Византий посетил афинский политик Демосфен. Одновременно, другой государственный деятель Древних Афин Гиперид совершил дипломатическую поездку по островам Эгейского моря и заручился поддержкой в предстоящей войне Хиоса, Коса и Родоса. В этих условиях Византий и Перинф, которые понимали, что их города могут стать следующей целью завоевательных походов македонян, несмотря на ранее заключённый союз, предпочли принять сторону афинян в их противостоянии с Филиппом II.
В начале 340 года до н. э. Филипп II с большим войском в 30 тысяч воинов и небольшим флотом, который зашёл в Пропонтиду, осадил Перинф. Несмотря на непрерывные штурмы Перинф выстоял и осада затянулась. Византий направил на помощь осаждённому городу своё войско и катапульты. На этом фоне македонский царь сменил тактику. Он разделил своё войско на две части, одна из которых продолжила осаждать Перинф, а вторая — направилась к Византию. Мотивы такого действия Филиппа II до конца непонятны, существуют несколько гипотез. По одной версии, он предполагал, что основные силы Византия находятся в Перинфе и македоняне смогут без особого труда захватить столь важный город на пересечении торговых путей из Понта Эвксинского в Грецию. По другой, Филипп II хотел расширить театр военных действий и, возможно, хотел официального вступления Афин в войну для получения возможностей манёвра.

## Ход боевых действий
О. Л. Габелко датировал начало осады Византия сентябрём 340 года до н. э., Й. Уортингтон — августом или началом сентября 340 года до н. э. Филипп II не смог достичь эффекта неожиданности, так как ему пришлось задержаться около Селимбрии, которая хоть и была скоро захвачена, стала препятствием на пути к Византию.
Оборона города стала одним из наиболее ярких периодов в истории Византия, когда его жители проявили особые мужество и самоотверженность. Впоследствии в городе возникло несколько связанных с осадой легенд. Так, согласно одной из них Артемида, во время одной из попыток македонян прорваться в город зажгла в небе огонь и разбудила спящих византийцев, которые смогли отбить атаку. Эта легенда впоследствии нашла отображение на монетах, на которых помещали изображение богини и её атрибутов — звёзд, светильников, Луны и др. Согласно другой легенде, жителей города разбудили собаки.
В Византий стали поступать подкрепления из Хиоса, Коса, Родоса, Тенедоса и Персии. Также, в Афинах объявили войну Македонии и отправили в дополнение к эскадре Хареса, которая базировалась в Элеунте в Херсонесе Фракийском, ещё один флот под командованием Кефисофонта и Фокиона. В то время как в Византий приходили подкрепления, Филипп II, напротив, счёл необходимым отправить помощь царю скифов Атею. По одной из версий, Атей, который получал определённый доход от торговли между причерноморскими полисами и Грецией, был не заинтересован в захвате Филиппом II Византия. Соответственно, он мог вести двойную игру — формально поддерживая македонян, но по факту ослабляя их возможности ведения военной кампании. 
Подготовка македонян к захвату Византия включала сооружение, под руководством инженера Полиида, моста через через Золотой Рог и постройку осадных орудий. Для их создания македоняне даже разобрали храм Плутона вне городских стен. Во время одной из попыток ночного штурма, в котором македоняне впервые использовали торсионную катапульту (баллисту), им удалось проломить городскую стену. Однако византийцы сумели отбить атаку. Также византийцы смогли разбить македонский флот под командованием Деметрия, который, вероятно, погиб во время этого сражения, что не дало возможности Филиппу II обеспечить господство на море. Местность, где произошла битва, назвали Фермемерия (сейчас побережье стамбульского района Еникёй) — «жара», потому что византийцы сражались с «большим мастерством и жарким пылом». В. П. Невская связывала поражение наварха Деметрия с прибытием на Боспор афинского флота во главе с военачальником Харесом.
К этому времени относится захват македонянами торгового флота в 230 кораблей, которые из-за начала осады Византия находились у входа в Пропонтиду. Военная добыча составила громадную сумму в 700 талантов, что было сопоставимо с годовым бюджетом Афин. Филипп II приказал разрушить афинские корабли, использовав древесину для постройки осадных орудий. Остальные 50 кораблей были отпущены. Захват торгового флота привёл к нарушению поставок зерна в Афины.
Несмотря на этот успех, Филипп II видел, что не сможет захватить Византий. Македонский царь обратился за помощью к правителю скифов Атею, однако получил отказ. Перед тем как снять осаду весной 339 года до н. э.он должен был вывести флот из Пропонтиды, в условиях, когда Геллеспонт был блокирован эскадрой Хареса. Филипп II сумел дезинформировать противника, отправив гонца к Антипатру с ложным приказом привести подкрепления для борьбы с восставшими фракийцами. Письмо попало к афинянам и, согласно античной традиции, Харес отплыл из Геллеспонта, чтобы помочь повстанцам, а в это время македонский флот покинул Пропонтиду.

## Итоги осады
Несмотря на победу Византий в ходе осады понёс большие как людские, так и материальные потери. Постройки вне городских стен были уничтожены, а сами оборонительные укрепления требовали срочного ремонта. Для починки стен использовали даже надгробные камни. Одна из стен, которую починили с их помощью, получила название «могильной». Также, в городе установили посвящённую Афинам скульптурную группу. Согласно одной из античных легенд, Филипп II смог отомстить руководителю обороной Византия Леону фразой: «Если бы я заплатил столько денег, сколько просит Лев, я бы уже взял Византий». Это вызвало возмущение византийцев, однако Леон не стал дожидаться суда и неминуемой казни и покончил жизнь самоубийством. Хоть достоверность данной легенды и вызывает сомнение, она отображает дипломатические методы Филиппа II.
Поражение Филиппа II имело большое психологическое значение, так как развеяло его ореол непобедимости, что способствовало созданию антимакедонского союза во главе с Афинами. Большинство историков воспринимают осаду Византия как неудачу. Й. Уортингтон предложил несколько другой подход к оценке итога неудавшихся осад Перинфа и Византия. Историк считал, что данный эпизод военной истории следует оценивать не с позиции «захватил» или «отступил», а исходя из выполнения стратегической цели военной кампании Филиппа II 340—339 года до н. э. По его мнению, захват очередного города, пусть и стратегически важного, на границах Македонии не был самоцелью македонского царя. Если бы Филипп II был нацелен исключительно на Перинф или Византий, то должен был бы вызвать подкрепления из Македонии, уделить большее внимание флоту и недопущению подвоза подкреплений. В ходе кампании 340—339 года до н. э. Филипп II смог усилить своё влияние в регионе, нарушить снабжение Афин зерном из Причерноморья, а также вынудил вступить их в войну.

### Исследования
- Белох К. Ю. Греческая история: в 2 т. / пер. с нем. М. О. Гершензона; под ред. и со вступ. ст. Ю. И. Семёнова.. — М.: Государственная публичная историческая библиотека России, 2009. — Т. 2: Кончая Аристотелем и завоеванием Азии. — ISBN 978-5-85209-215-1.
- Борза Ю. История античной Македонии (до Александра Великого) / пер. с англ. М. М. Холода при участии А. Бодрова, О. и В. Иванцовых, 3. Барзах; научная ред. и вступ. статья М. М. Холода; приложения М. М. Холода, Э. Д. Фролова и Ю. Н. Кузьмина. — СПб.: Нестор-История, 2013. — 592 с. — (Историческая библиотека). — ISBN 978-5-44690-015-2.
- Бруяко И. В. Македония и Скифия — история длиной в десятилетие // Античный мир и археология. — 2017. — № 18. — С. 317—329. — ISSN 0320-961X.
- Габелко О. Л. Кем был Деметрий, полководец Филиппа (Dion. Byz. 65)? // Восток (Oriens). — 2015. — № 5. — С. 28—34. — ISSN 0869-1908.
- Кембриджская история древнего мира / под редакцией Д.-М. Льюиса, Дж. Бордмэна, С. Хорнблоуэра, М. Оствальда. Перевод, научное редактирование, примечания А. В. Зайкова. — М.: Ладомир, 2017. — Т. VI. Четвёртый век до нашей эры. Второй полутом. — 720 с. — ISBN 978-5-86218-542-3.
- Кузищин В. И. Глава XVIII. Возвышение Македонии и установление её гегемонии в Греции // История Древней Греции / Авторы: Андреев Ю. В., Кошеленко Г. А., Кузищин В. И., Маринович Л. П. Под редакцией В. И. Кузищина. — третье, переработанное и дополненное. — М.: Высшая школа, 2005. — ISBN 5-06-003676-6.
- Невская В. П. IV. Византий в IV в. до н. э. // Византий в классическую и эллинистические эпохи. — М.: Издательство АН СССР, 1953. — С. 93—121. Архивировано 5 июня 2021 года.
- Пальцева Л. А. Из истории архаической Греции: Мегары и мегарские колонии. — СПб.: Издательство Санкт-Петербургского университета, 1999. — ISBN 5-288-01800-6.
- Древняя Греция / ответственные редакторы академик В. В. Струве, доктор исторических наук Д. П. Каллистов. — М.: Издательство АН СССР, 1956. — 10 000 экз.
- Уортингтон Й[нем.]. Филипп II Македонский. — СПб. — М.: Евразия — ИД Клио, 2014. — 400 с. — ISBN 978-5-91852-053-6.
- Шауб И. Ю., Андерсен В. В. Македонцы в бою. — М.: Яуза; Эксмо, 2010. — 304 с. — (Войны мечей). — ISBN 978-5-699-39569-9.
- Шофман А. С. История античной Македонии. — Казань: Издательство Казанского университета, 1960. — Т. 1: Доэллинистическая Македония. — 300 с. — 700 экз. Архивировано 15 августа 2025 года.